# Етивал ле ле Ман
Етивал ле ле Ман (фр. Etival-lès-le-Mans) је насељено место у Француској у региону Лоара, у департману Сарт.
По подацима из 2011. године у општини је живело 2021 становника, а густина насељености је износила 195,45 становника/km².

## Демографија
| 1962. | 1968. | 1975. | 1982. | 1990. | 2011. |
| ----- | ----- | ----- | ----- | ----- | ----- |
| 530   | 571   | 1.063 | 1.485 | 1.861 | 2.021 |